# Музей кружева (Рапалло)
Музей кружева — музей текстиля, находящийся в Рапалло, в столичном городе Генуя, посвященный коклюшечного кружеву. Выставочные залы, находящиеся в муниципальном парке «Луиджи Казале», расположены на нижних этажах виллы Тигуллио, последняя принадлежит муниципалитету и ранее существовала в качестве местной международной гражданской библиотеки.

## Здание

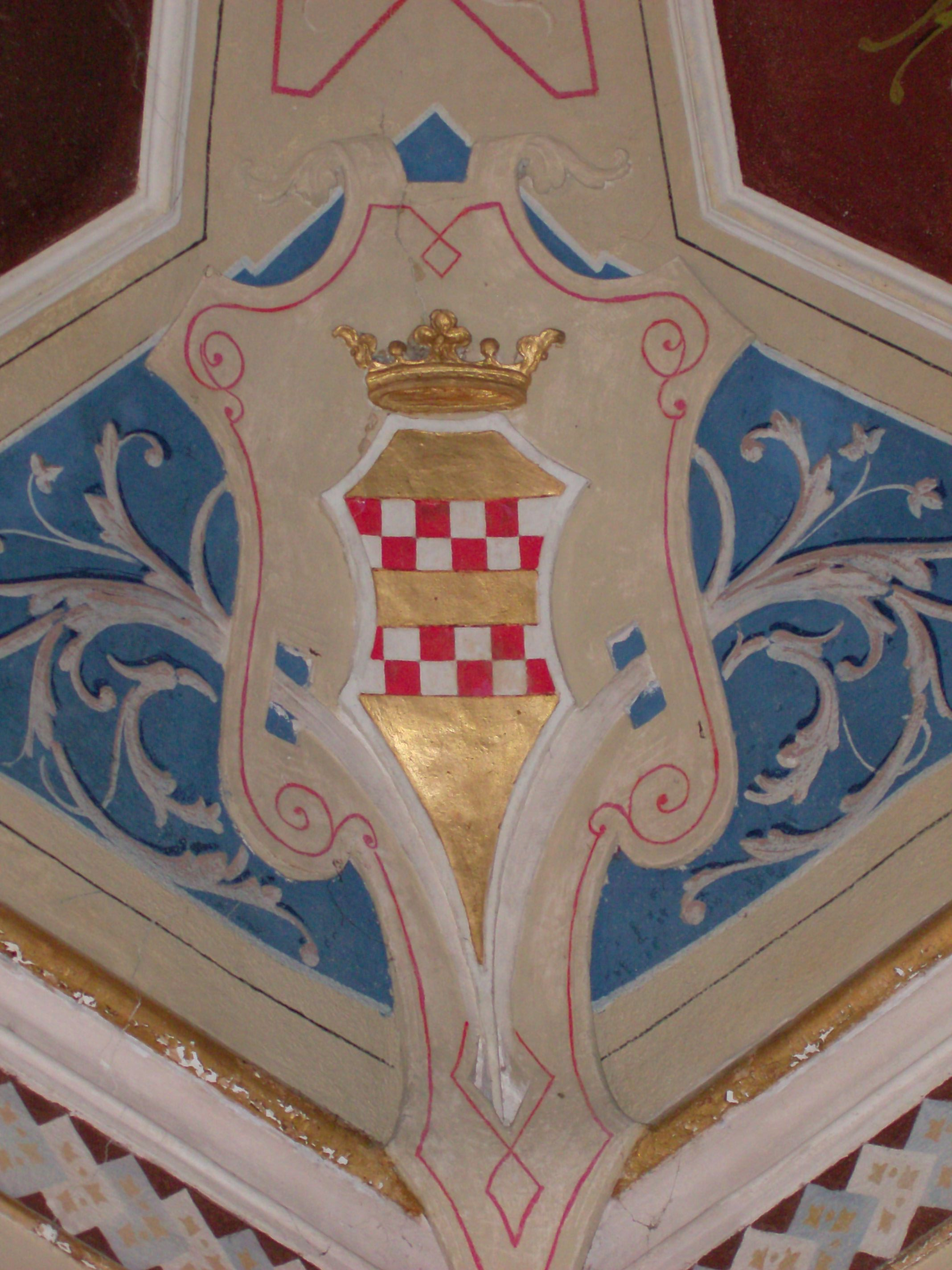
Герб семьи Серра в зале музея

Музей был официально открыт для публики в 1990 году, а дальнейшие работы по реставрации и расширению позволили расширить территорию, и с 1997 года были задействованы помещения ниже первого этажа.
На сегодняшний день структуру здания составляют пять нижних выставочных залов и три верхних помещения.
На той же вилле, построенной генуэзской семьей Серра в качестве резиденции в городе Рапалло, находится международная городская библиотека — на двух верхних этажах — и проход по внутренней лестнице (или, альтернативно, на лифте) позволяет посетителям побывать в двух культурных объекта, не выходя из здания.

## Транспортная доступность
До музея легко добраться как на машине, так и пешком от станции Рапалло, которая находится примерно в двух километрах. Музей находится примерно в 500 метрах от знаменитого замка на берегу моря . В качестве альтернативы можно воспользоваться услугами городского общественного транспорта, автобусными линиями 9 и 90 в направлении Дзоальи и Кьявари, останавливаясь на соответствующей остановке рядом с городским парком.

## Экспозиция

### Коллекция
Вся музейная коллекция состоит из более чем 1400 кружевных артефактов, многие из которых редки и ценны и датируются примерно между XVI и XX веками. Среди сохранившихся предметов большая часть состоит из одежды того времени или отдельных кружев, а также в музеи храниться большая коллекция коклюшек, называемых Рапалло, по названию города, который экспортировал их по всему региону, датируемых второй серединой XVIII—XIX века.
Коллекция дополнена более чем пятью тысячами рисунков и коробок, используемых для производства местного кружева.
Почти вся выставка возникла из пожертвований, полученных муниципалитетом Рапалло примерно в семидесятых годах XIX века от местной штаб-квартиры Lions Club после закрытия известной местной производственной компании, работавшей в этом секторе. Компания была очень важна для лигурийского города, так как экспортировала свою продукцию за пределы Лигурии и Италии, делая это особое кружево известным за границей, среди прочего получая различные награды и признания. На сегодняшний день вся коллекция, ранее принадлежавшая компании, является частью обширной экспозиции музея, а другие редкие экспонаты были добавлены после расширения, проведенного в 1997 году.
Среди самых ценных экспонатов, безусловно, большое кружевное панно, изготовленное в 1966 году, незадолго до закрытия фабрики, по заказу генуэзского пароходства Home Lines для экспонирования в гриль-зале первого класса теплохода Oceanic . . Панно, созданное художником Леле Луццати, имеет длину около восьми метров и высоту более одного метра, способную представлять итальянскую комедию дель арте .
На нижнем этаже, с другой стороны, есть тонкие кружева из серебра и золота, выполненные в соответствии с различными методами в зависимости от места происхождения или производства, и другие предметы, такие как крестильные костюмы, шапки, зонтики, платья XX века.
Частью коллекции можно также полюбоваться на специальном компакт-диске, предлагаемом для продажи вместе с различными пояснительными каталогами или старинными открытками.